# مولاي حفيظ العلوي
مولاي حفيظ العلوي المدغري (1910 أو 1917 - 14 ديسمبر 1989) سياسي مغربي، شغل منصب مدير التشريفات الملكية والأوسمة.
رُويت عنه روايات كثيرة عن تعامله الفظ مع كثير من الوزراء والسياسيين المغاربة، ويعتبر مؤسّس البروتوكول الملكي المخزني، وواضع مراسيمه التقليدية الصارمة.

## مسيرته
ولد سنة 1910 أو 1917 بمنطقة الدويرات قرب الرشيدية. وفي بداية الثلاثينات، انتقل إلى مكناس، حيث التحق ب "الدار البيضاء" العسكرية، التي أسسها الجنرال ليوتي سنة 1918 لتكوين ضباط مغاربة لفائدة الجيش الفرنسي. وبعد تخرجه، لم يحاول استكمال تكوينه في إسبانيا، على غرار باقي زملائه المتفوقين، واكتفى بدلا من ذلك بمنصب محلي بمنصب ليوتنان كولونيل في فرقة لوكلير (division Leclerc)، حيث تكلّف بمهمة تهدئة الأجواء في مناطق كانت تعرف اضطرابات مناهضة لفرنسا، من بينها قيادته لسرية عسكرية أطلقت النار على المدنيين المغاربة عام 1933.
وفي منتصف الأربعينات، انتقل إلى سلك الإدارة، حيث تولى منصب خليفة السلطان بمدينة الدار البيضاء. وتولى في ما بعد منصب باشا على مدينة سطات، حيث جرت اصطدامات بينه وبين بعض تجار المدينة، أسفرت سنة 1954 عن محاولة اغتياله التي نجا منها، لكن بعد إصابته بجرح غائر على مستوى الكتف، وهو الجرح الذي ظل يقول عنه إنه أصيب به خلال إحدى الحروب.
وبعد عودة السلطان محمد الخامس من المنفى، نُصِّب العلوي واليًا على مدينة مراكش، لكن لم تمض سوى فترة قصيرة على هذا التعيين حتى تخلى عنه محمد الخامس بعد شكاية من أهالي منطقة الرحامنة. هذا الإبعاد لم يستمر بدوره طويلا، إذ سرعان ما أعاده ولي العهد حينها الحسن الثاني إلى البلاط الملكي، إذ كانت تربطهما علاقة مقربة في الفترة التي كان فيها مولاي حفيظ خليفة للسلطان بمدينة الدار البيضاء. وتُرجح بعض الروايات أن الحسن الثاني تعرف على مولاي حفيظ خلال زيارة محمد الخامس لمدينة طنجة وإلقائه لخطابه الشهير بها يوم 9 أبريل 1947، حيث قدمه عبد الرحمان الحجوي لولي العهد. وبعد وفاة محمد الخامس، وتولّي الحسن الثاني الحكم، ضمّه إلى حكومته بجعله على رأس وزارة التشريفات والأوسمة سنة 1963.
وتمكن العلوي من خلال هذا المنصب من التقرب أكثر من الحسن الثاني، حيث أضحى أحد أبرز مساعديه، ولم يكن فقط مكلفا بضمان احترام العادات والتقاليد التي تحيط بالبروتوكول الملكي، بل كان أيضا رجل الثقة بالنسبة للحسن الثاني، حتى أن البعض اعتبره بمثابة «المصفاة» التي لا بد من المرور عبرها قبل الوصول إلى الملك، كما كان في الوقت ذاته عين الحسن الثاني على ما يجري حوله، سيما في صفوف الجيش، حيث كان ينقل إليه كل كبيرة وصغيرة تحدث، بل إن البعض اعتبر أنه كان يقف وراء الملاحقات التي تعرض لها أفراد عائلة أوفقير بعد محاولة اغتيال الحسن وهو على متن طائرة البوينغ في السادس عشر من غشت سنة 1972.

### صفاته
حسب ما ذكره الدكتور بلقاسم البلعشي في كتابه "بورتريهات رجال سياسة مغاربة" الصادر باللغة الفرنسية عن دار النشر إفريقيا الشرق، فإن مولاي حفيظ العلوي: «كانت لديه سحنة أحد وحدات إس إس (أي ضباط المخابرات الألمان أيام هتلر) بجمجمة صلعاء ووجه أملط وعينين دائريتين، خلف عدستي نظارة سميكتين، وصوت كهفي كأنه قادم من العدم، كان يتحرك مثل شبح، ساهرا مثل عفريت على كل ما يُقال ويُفعل. (...) إنه شخص بارد، وبذهن متوقد ينتبه للشاذة والفاذة، كائن خارج للتو من عالم ميكيافيلي للمؤامرات الشيطانية. كل الاستقبالات وكل اللقاءات وكل الاستشارات تمر عبره، وإذا ما نفذ أمرا فقد كان يفعل ذلك على طريقته (...) كل الوزراء كانوا يخشونه (...). كان يعطي الأوامر في كل شيء، ويقحم أنفه في كل شيء، (...) لقد كان رجل المداخل المعتمة. كما أن مجموعة حاشية الملك كانت تتصرف حسب مشيئته. ولا شيء كان يُمكن أن يصل إلى الملك بدون موافقته (...) كل القرارات مرت عبره، وكان يتفاوض عليها بعائدات مالية هامة...».

### مرضه ووفاته
أُصيب في أواخر حياته بمرض القصور الكلوي. وتوفي في 14 ديسمبر 1989، تاركا وصية استغرب لها الكثيرون من رجال البلاط، بخصوص الثروة الهائلة التي خلفها وراءه، و كانت وصيته هي أن لا يوضع جثمانه في صندوق، وأن لا يقام له ذكرى وفاة لا في اليوم الثالث ولا في اليوم الأربعين. ترك الرجل منذ وفاته منصبه فارغا إلى جانب الحسن الثاني، حيث لم يتول منصبه بعده أي احد، وتم الاكتفاء بأقرب مساعديه، وهو عبد الحق المريني، الذي تولى مديرية البروتوكول.